# Les Tosses (Vilagrassa)
Les Tosses és una muntanya de 346 metres que es troba al municipi de Vilagrassa, a la comarca catalana de l'Urgell.